# Jagdschloss Kading

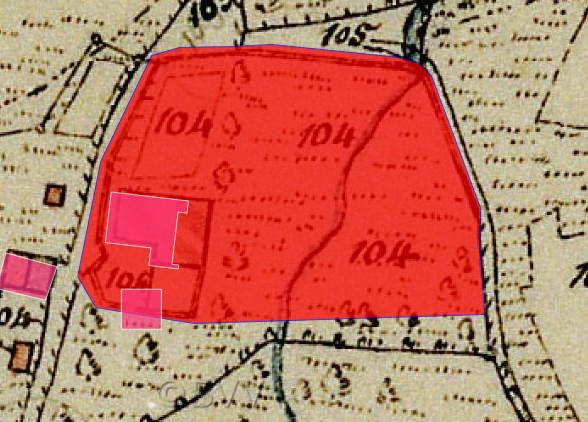
Lageplan des Jagdschlosses Kading auf dem Urkataster von Bayern

Das Jagdschloss Kading ist ein ehemaliges Jagdschloss in Kading, einem Gemeindeteil des niederbayerischen Marktes Windorf im Landkreis Passau. Das als Stall umgenutzte Schloss ist unter der Aktennummer D-2-75-159-29 als Baudenkmal gelistet. Ferner wird die Anlage als Bodendenkmal unter der Aktennummer D-2-7345-0130 als „untertägige mittelalterliche und frühneuzeitliche Befunde und Funde im Bereich des abgegangenen Adelssitzes und späteren fürstbischöflichen Jagdschlosses Kading“ geführt. Ebenso ist sie unter der Aktennummer D-2-75-159-29 als denkmalgeschütztes Baudenkmal von Kading verzeichnet.

## Geschichte
Kading lag im Landgericht Windberg der Grafen von Hals und war ein Halser Lehen. 1165 fungiert Werigard de Kadingen als Zeuge bei einer Schenkung des Freien Wichman de Stetingen an das Kloster Vornbach. Die Herren von Kading gelten als Erbauer des Sitzes. Nach dem Halser Urbar von 1395 saß in Kading ein Halser Ministeriale. 1395 wird Kading als Sedl, später als Sitz bezeichnet. 
Anfang des 15. Jahrhunderts kam Kading in die Hände der Jagenreuter, die auch Hörmannsberg besaßen. Die Jagenberger waren ursprünglich ein Hals-bayerisches und später ein bischöfliches Ministerialengeschlecht, das im 14. Jahrhundert bischöfliche Pfleger in Rannariedl, Tannberg und Jochenstein stellte; im 15. Jahrhundert sind sie als Bürger von Passau nachweisbar. 
1433 bis 1457 erscheint  Martin der Jagenrewtter zu Kading als Zeuge und Sigler. 1461 wird ein Teil des Besitzes von Sigaun, Tochter von Wilhelm der Jagenreuter, an ihren Vetter Magtheus Usl zu Oberndorf verkauft. Von den Jagenreutern geht Kading an die Rohrbeck. Nach einer Urkunde vom 19. Juni 1461 liegt Kading am  Gallenberg in der Pfarre Otterskirchen und im Gericht Rathsmannsdorf. 1498 wird Jobst Rohrbeck als Inhaber von Kading auf den Passauer Landtag geladen. Seit 1519 ist Kading im Besitz der Waltinger. 1554 und 1575 wird Kading als ungeschlossene Hofmark bezeichnet. 
1562 empfängt den Sitz Kading Sebastian Reindl als bischöfliches Lehen, nachdem er den Sitz von Christof Tengler, Gewalthaber und Lehensträger des Hans Wolf Waltinger, Sohn des Michael Waltinger, erkauft hatte. 1580 wird das Gut in Kading als in der Herrschaft Rathsmannsdorf gelegen bezeichnet. 1588 wird der Sitz als heimgefallenes Lehen an Josef Schühel verliehen. In der Folge treten verschiedene Besitzer auf: Sigmund von Pötting (1604), Rudolf von Pötting (1629), Ortlieb von Pötting (1640), Hof- und Kammerrat Sebald von Viebaum (1660), Franz Adam von Hofegg und Moß (1668) und schließlich der Passauische Hofmarschall und Landesjägermeister Graf Georg Sigmund von Tattenbach. 1690 wird Kading als Landgut bzw. Lehengut bezeichnet. Am 2. Mai 1690 veräußert dessen Sohn, Graf Georg Adolph von Tattenbach das Landgut Kading, bestehend aus freieigenem Besitz, dem Ritterlehengut und Schloss zusammen mit der Hofmark Otterskirchen an Bischof Johann Philipp und somit an das Hochstift Passau. Mit der Verwaltung wurde der Inhaber des Brauhauses von Rathsmannsdorf betraut. Nach dem Übergang an das Hochstift wird der Güterbestand als Hofmark Kading innerhalb des Landgerichts Rathsmannsdorf mit weiterem Besitz zum Amt Hörmannsberg zusammengefasst.
1762/63 gab Bischof Joseph Maria von Thun und Hohenstein die Anweisung, die beiden reparaturbedürftigen Schlösser Rathsmannsdorf und Kading wieder herzustellen. 1808 erscheint im Rustikalsteuerkataster in Kading nur „ein altes Schloß als Steinhaufen“.

## Beschreibung
Von dem Jagdschloss Kading ist noch ein dreigeschossiger Satteldachbau mit einem Anbau nach Südosten und einem runden Eckerker erhalten. Das Schloss wurde nach mehrmaligen Zerstörungen im 16./17. Jahrhundert 1636 neu errichtet. Ab 1793 ist der Verfall eingetreten und das Schloss wurde als Stall genutzt. Erhalten sind noch Reste der Schlossmauer aus Bruchstein, die aus dem 17. Jahrhundert stammen. In dem ehemaligen Schlossareal befindet sich heute ein Teich, der früher nicht bestand.